# 翁鈴佳
翁 鈴佳（おきな れいか、1986年3月18日 - ）は、日本の歌手。福岡県北九州市出身。血液型O型。
2005年5月25日発売のテレビ朝日系アニメ『LOVELESS』のオープニングテーマ「月の呪縛」のコーラスでメジャーデビュー。以後、ワガママシンガーソングライターとして自身の楽曲制作・ライブ活動を行っている。

## 人物
- 日本人の母、台湾人の父を持つハーフで、翁鈴佳は本名。中国発音を拼音表記すると、Lingjia Weng（リンジャ・ウォン）。実家が台湾料理屋を営んでおり、自身も料理が得意。
- 学生時代、FSM（福岡スクールオブミュージック）に通っていた。
- 同時期にデビューした引田香織とは同い歳で誕生日も近いこともあって交流があり、お互いのライブに遊びに行ったりガールズトークで盛り上がったりと仲が良い。音楽活動においても交流があり、引田は翁のアルバム『アイウエオキナ』にコーラスとして参加し、翁のデビュー曲「月の呪縛」を自身のアルバムでカバーしている。翁曰く「良き友であり、ライバル」。彼女が[誰が?]出産した際には祝いに駆けつけている[誰が?]。

## 音楽
- 明るくタイトでややウィスパー気味の声質を持っているが、その幅は広く表情豊かに歌い分けることができる。楽曲によってはアニメのような萌え声やセクシーなウィスパー声で歌い、またシャウトのように感情的で深い声質で歌うこともある。楽曲毎にテーマを設け、歌い分け演じている。
- 作詞・作曲・編曲を基本的に自身で手掛けており、多ジャンルを積極的に取り込んでいる。特にタイトルと歌詞が特徴的で、「愛人希望」「息しないで愛して」「悲しいくらい好き」等、とにかくインパクト重視である。自身の経験をネタに言葉遊び的に歌詞を書きあげるのが好きと公言しており[どこ?]、また架空の設定を一から練り上げ自己陶酔して書き上げる、いわゆる創作活動も得意としている。その作曲能力を生かして舞台音楽制作を手掛けたこともある。
- 若手ミュージシャンからの評価が高く、また彼女自身も若手を積極的に起用する。これは楽曲にバンドのような一体感を求めたいからであり、ボーカリストとしてだけではなく、一ミュージシャンとして楽曲に参加したいという想いがあるという。バンドミュージシャンの起用は「基本はナンパ」をモットーに、自身で積極的にセッションライブに参加している。
- 初のオリジナルフルアルバム『アイウエオキナ』の発売を記念し、デックス東京ビーチ『川辺保弘のMUSIC HOT FLAVOR』に出演（2010年10月16日オン・エア。サテライトボイス in お台場 ODAIBA RAINBOW STATION）した際、パーソナリティの川辺保弘に「今年聴いた新人の中で一番」と絶賛された。
- アルバム『アイウエオキナ』と『LOVE & LOVE』は、韓国でも配信されている。

## 来歴
- 2005年5月、テレビ朝日系アニメ『LOVELESS』のオープニングテーマ「月の呪縛（カース）」でデビュー。
- 地元福岡でラジオパーソナリティなどをした後、2008年1月に上京。活動の拠点を東京に置いてからは、精力的にライブ活動を行う。
- 2008年4月30日、エイベックス・マーケティングよりオムニバスアルバム『ピコ萌え！8bit〜リアルアイドルアニメソングス〜』（Oki名義で参加）が発売される。
- 2009年、舞台 team KANNA『月と君と鐘の音』劇中曲全19曲提供うち18曲書き下ろし。
- 2010年、雑誌『東京ウォーカー』1月号にモデルとして掲載される。
- 2010年、舞台音楽 劇団BOH!MIMISH『ウェディングプランナー物語』オープニング曲・エンディング曲を書き下ろし提供。
- 2010年9月17日、VIVIDMUSICよりアルバム『アイウエオキナ』が発売される。
- 2011年10月26日、EMI Music Japanよりアルバム『LOVE & LOVE』が発売される。
- 2012年4月4日、FukushimaRecordsよりコンピレーションアルバム『ヴァニラ』（Happy Island feat. Reika Okina名義で参加）が発売される。
- 2012年5月16日、日本コロムビアより発売されたWAO（和央ようか）のアルバム『WAO 1st』に作詞で参加する。
- 2012年8月13日、FukushimaRecordsよりコンピレーションアルバム『明日への扉』（THE NOBのゲストボーカルとして参加）が発売される。
- 2013年3月、Stage Unit LIPS*S 2013 Spring Collaboration Theater『夜明けのスピカ』に楽曲提供・出演する。
- 2014年3月、ゲストボーカルとして参加したアルバム『泣きコレ -泣きウタCollection Mix-』が発売される。

## ディスコグラフィー

### シングル
- 月の呪縛（カース）（2005年5月25日／引田香織の主題歌と同時収録／TVアニメ『LOVELESS』OPテーマ）
- オムニバスアルバム『ピコ萌え！8bit〜リアルアイドルアニメソングス〜』（販売元：エイベックス・マーケティング） ※Oki のクレジットで参加。

### アルバム
- アイウエオキナ（2010年9月17日／レーベル：VIVIDMUSIC）10曲＋ボーナストラック
- LOVE & LOVE（2011年10月26日／レーベル：Webkoo）6曲
- コンピレーションアルバム ヴァニラ（Happy Island feat. Reika Okina名義で参加）（2012年4月4日／レーベル：FukushimaRecords）
- コンピレーションアルバム 明日への扉（THE NOBのゲストボーカルとして参加）（2012年8月12日／レーベル：FukushimaRecords）
- アルバム『泣きコレ -泣きウタCollection Mix-』（ゲストボーカルとして参加）（2014年3月12日／レーベル：ビーエムドットスリー）